# The Wandering Jew (film 1923)
The Wandering Jew è un film muto del 1923 diretto da Maurice Elvey. Il regista ne fece nel 1933 un remake dallo stesso titolo che aveva come protagonista Conrad Veidt.
Fu il primo film girato insieme da Elvey e da Isobel Elsom che in seguito si sarebbero sposati.

## Produzione
Il film fu prodotto dalla Stoll Picture Productions.

## Distribuzione
Venne distribuito dalla Stoll Picture Productions.